# Mont-Saint-Vincent
Mont-Saint-Vincent is een gemeente in het Franse departement Saône-et-Loire (regio Bourgogne-Franche-Comté) en telt 310 inwoners (2004). De plaats maakt deel uit van het arrondissement Chalon-sur-Saône.

## Geografie
De oppervlakte van Mont-Saint-Vincent bedraagt 13,4 km², de bevolkingsdichtheid is 23,1 inwoners per km².

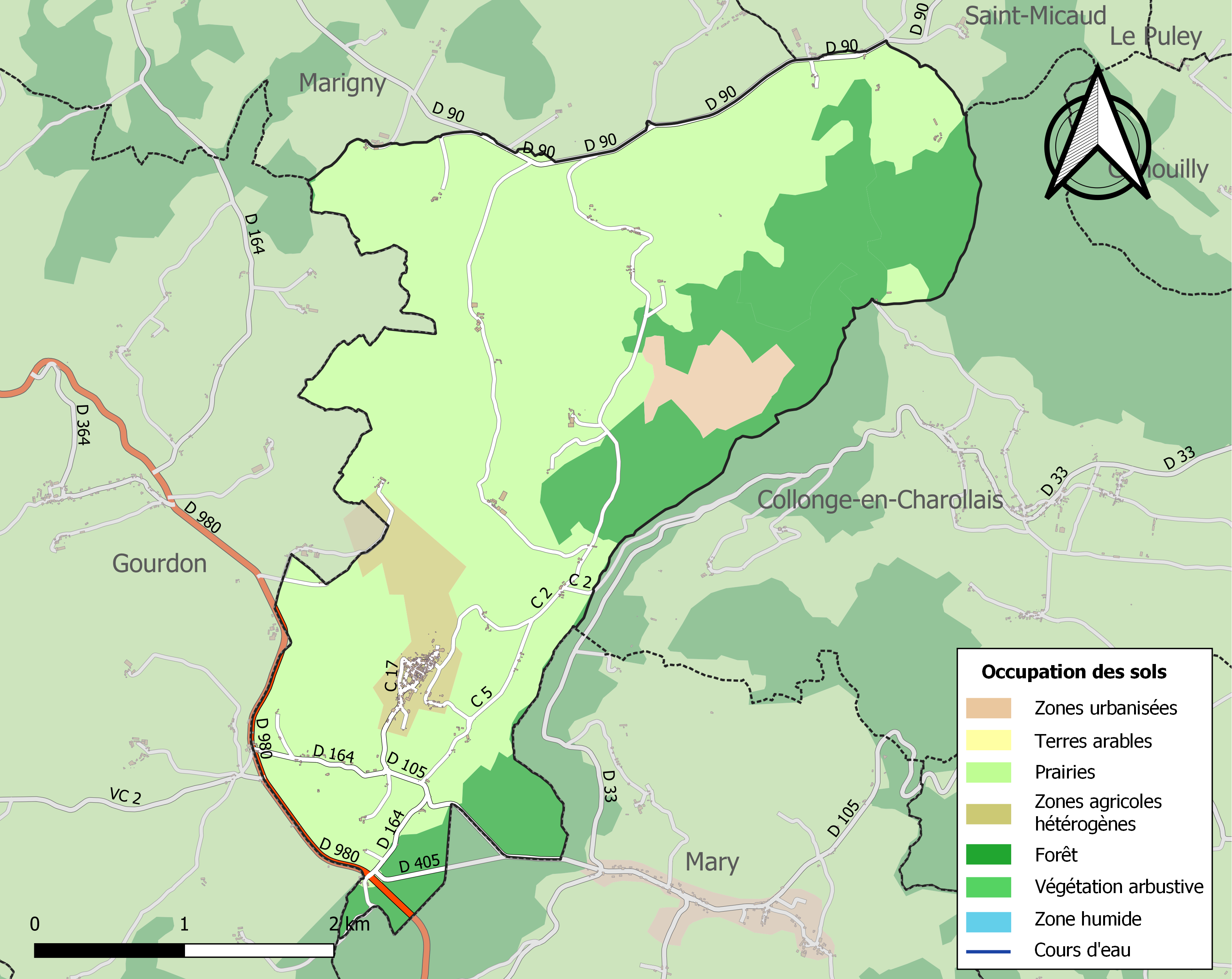
Kaart van de gemeente met de belangrijkste infrastructuur, bodemgebruik en omliggende gemeenten

## Demografie
Onderstaande figuur toont het verloop van het inwonertal (bron: INSEE-tellingen).